# 4725 Milone
4725 Milone è un asteroide della fascia principale. Scoperto nel 1975, presenta un'orbita caratterizzata da un semiasse maggiore pari a 2,8893445 UA e da un'eccentricità di 0,2309640, inclinata di 13,76863° rispetto all'eclittica.